# Saison 2025 de la WTT
Navigation
WTT 2024 WTT 2026
La Saison 2025 de la WTT est la cinquième saison de la World Table Tennis, le circuit mondial principal de tennis de table. La saison débute en janvier avec le WTT Star Contender Doha. Sont détaillés dans cet article les tournois labellisés WTT Series qui rassemblent les meilleurs joueurs de tennis de table au monde et les tournois Feeder series, le second échelon du circuit.

## Organisation
Durant la saison les tournois sont répartis en quatre catégories - Contender, Star Contender, Champions et Grand Smash, par importance croissante - dans lesquels différents nombres de points de classement mondial peuvent être gagnés. La saison se termine par les finales de la WTT où seuls les seize meilleurs joueurs au classement sont invités.
La saison 2025 a comme point d'orgue les championnats du monde organisés à Doha en mai.

## Tournois WTT Series
| N° | Tournoi | Tournoi                               | Lieu          | Dates         | Vainqueurs Messieurs | Vainqueurs Messieurs              | Vainqueurs Dames | Vainqueurs Dames           | Vainqueurs Mixte                     | Dotation    | [ 1 ]  |
| N° | Tournoi | Tournoi                               | Lieu          | Dates         | Simple               | Double                            | Simple           | Double                     | Vainqueurs Mixte                     | Dotation    | [ 1 ]  |
| -- | ------- | ------------------------------------- | ------------- | ------------- | -------------------- | --------------------------------- | ---------------- | -------------------------- | ------------------------------------ | ----------- | ------ |
| 1  |         | WTT Star Contender Doha (de)          | Doha          | 6.1.–11.1.    | Tomokazu Harimoto    | Xu Yingbin Xiang Peng             | Kuai Man         | Satsuki Ōdō Sakura Yokoi   | Sora Matsushima Miwa Harimoto        | $ 275.000   | [ 2 ]  |
| 2  |         | WTT Contender Muscat (de)             | Mascate       | 11.01.–17.01. | Chen Yuanyu          | Tomokazu Harimoto Sora Matsushima | Shi Xunyao       | Satsuki Ōdō Sakura Yokoi   | Álvaro Robles Maria Xiao             | $ 85.000    | [ 3 ]  |
| 3  |         | Singapore Smash (de)                  | Singapour     | 30.1.–9.2.    | Lin Shidong          | Wang Chuqin Lin Shidong           | Sun Yingsha      | Wang Manyu Kuai Man        | Lin Shidong Kuai Man                 | $ 1.500.000 | [ 4 ]  |
| 4  |         | WTT Champions Chongqing (de)          | Chongqing     | 11.3.–16.3.   | Wang Chuqin          | –                                 | Sun Yingsha      | –                          | –                                    | $ 800.000   | [ 5 ]  |
| 5  |         | WTT Star Contender Chennai (de)       | Chennai       | 25.3.–30.3.   | Oh Jun-sung          | Lim Jong-hoon An Jae-hyun         | Miwa Harimoto    | Miwa Harimoto Miyuu Kihara | Lim Jong-hoon Shin Yu-bin            | $ 275.000   | [ 6 ]  |
| 6  |         | WTT Champions Incheon (de)            | Incheon       | 1.4.–6.4.     | Xiang Peng           | –                                 | Wang Yidi        | –                          | –                                    | $ 500.000   | [ 7 ]  |
| 7  |         | WTT Contender Taiyuan (de)            | Taiyuan       | 7.4.–13.4.    | Sora Matsushima      | Xu Yingbin Xiang Peng             | Honoka Hashimoto | Ryu Hanna Kim Na-yeong     | Lim Jong-hoon Kim Na-yeong           | $ 100.000   | [ 8 ]  |
| –  |         | Coupe du monde                        | Macao         | 14.4.–20.4.   | Hugo Calderano       | –                                 | Sun Yingsha      | –                          | –                                    | $ 1.000.000 | [ 9 ]  |
| 8  |         | WTT Contender Tunis (de)              | Tunis         | 22.4.–27.4.   | Felix Lebrun         | Benedikt Duda Andre Bertelsmeier  | Miwa Harimoto    | Miwa Harimoto Miyuu Kihara | Manush Shah Diya Chitale             | $ 100.000   | ,      |
| –  |         | Championnats du monde                 | Doha          | 17.5.–25.5.   | Wang Chuqin          | Shunsuke Togami Hiroto Shinozuka  | Sun Yingsha      | Wang Manyu Kuai Man        | Wang Chuqin Sun Yingsha              | –           | ,      |
| 9  |         | WTT Contender Skopje (de)             | Skopje        | 9.6.–15.6.    | Benedikt Duda        | Lim Jong-hoon Oh Jun-sung         | Jia Nan Yuan     | Ryu Hanna Kim Na-yeong     | Kristian Karlsson Christina Kallberg | $ 100.000   | ,      |
| 10 |         | WTT Star Contender Ljubljana (de)     | Ljubljana     | 17.6.–22.6.   | Hugo Calderano       | Lim Jong-hoon An Jae-hyun         | Miyu Nagasaki    | Miwa Harimoto Satsuki Ōdō  | Lim Jong-hoon Shin Yu-bin            | $ 300.000   | ,      |
| 11 |         | WTT Contender Zagreb (de)             | Zagreb        | 23.6.–29.6.   | Tomokazu Harimoto    | Wong Chun Ting Chan Baldwin       | Satsuki Ōdō      | Miwa Harimoto Satsuki Ōdō  | Lim Jong-hoon Shin Yu-bin            | $ 100.000   | [ 18 ] |
| 12 |         | United States Smash (de)              | Las Vegas     | 3.7.–13.7.    | Wang Chuqin          | Lim Jong-hoon An Jae-hyun         | Zhu Yuling       | Wang Yidi Kuai Man         | Lin Shidong Kuai Man                 | $ 1.550.000 | [ 19 ] |
| 13 |         | WTT Contender Lagos (de)              | Lagos         | 22.7.–26.7.   | Anders Lind          | Sathiyan Gnanasekaran Akash Pal   | Honoka Hashimoto | Ryu Hanna Kim Na-yeong     | Jules Rolland Prithika Pavade        | $ 100.000   | [ 20 ] |
| 14 |         | WTT Contender Buenos Aires (de)       | Buenos Aires  | 22.7.–27.7.   | Hugo Calderano       | Kazuki Hamada Hiromu Kobayashi    | Miwa Harimoto    | Miwa Harimoto Satsuki Ōdō  | Hugo Calderano Bruna Takahashi       | $ 100.000   | [ 21 ] |
| 15 |         | WTT Star Contender Foz do Iguaçu (de) | Foz do Iguaçu | 30.7.–3.8.    | Hugo Calderano       | Benedikt Duda Dang Qiu            | Miwa Harimoto    | Miwa Harimoto Satsuki Ōdō  | Satoshi Aida Honoka Hashimoto        | $ 300.000   | [ 22 ] |
| 16 |         | WTT Champions Yokohama (de)           | Yokohama      | 7.8.–11.8.    | Tomokazu Harimoto    | –                                 | Chen Xingtong    | –                          | –                                    | $ 500.000   | [ 23 ] |
| 17 |         | Europe Smash - Sweden                 | Malmö         | 14.8.–24.8.   |                      |                                   |                  |                            |                                      | $ 1.550.000 | [ 24 ] |
| 18 |         | WTT Contender Almaty                  | Almaty        | 1.9.–7.9.     |                      |                                   |                  |                            |                                      | $ 100.000   | [ 25 ] |
| 19 |         | WTT Champions Macao                   | Macao         | 9.9.–14.9.    |                      | –                                 |                  | –                          | –                                    | $ 800.000   | [ 26 ] |
| 20 |         | China Smash                           | Pékin         | 25.9.–5.10.   |                      |                                   |                  |                            |                                      | $ 2.050.000 | [ 27 ] |
| 21 |         | WTT Star Contender London             | Londres       | 20.10.–26.10. |                      |                                   |                  |                            |                                      | $ 300.000   | [ 28 ] |
| 22 |         | WTT Champions Montpellier             | Montpellier   | 28.10.–2.11.  |                      | –                                 |                  | –                          | –                                    | $ 500.000   | [ 29 ] |
| 23 |         | WTT Champions Francfort               | Francfort     | 4.11.–9.11.   |                      | –                                 |                  | –                          | –                                    | $ 500.000   |        |
| 24 |         | WTT Star Contender Muscat             | Mascate       | 17.11.–22.11. |                      |                                   |                  |                            |                                      | $ 300.000   | [ 30 ] |
| –  |         | Coupe du monde par équipes mixte      | Chengdu       | 30.11.–7.12.  |                      |                                   |                  |                            |                                      |             |        |
| 25 |         | WTT Finals                            | Hong Kong     | 10.12.–14.12. |                      |                                   |                  |                            |                                      | $ 1.300.000 |        |

## Tournois Feeder series
| N° | Tournoi | Tournoi                      | Lieu              | Dates        | Vainqueurs Messieurs | Vainqueurs Messieurs              | Vainqueurs Dames | Vainqueurs Dames         | Vainqueurs Mixte                 | Dotation | [ 1 ]  |
| N° | Tournoi | Tournoi                      | Lieu              | Dates        | Simple               | Double                            | Simple           | Double                   | Vainqueurs Mixte                 | Dotation | [ 1 ]  |
| -- | ------- | ---------------------------- | ----------------- | ------------ | -------------------- | --------------------------------- | ---------------- | ------------------------ | -------------------------------- | -------- | ------ |
| 1  |         | WTT Feeder Doha              | Doha              | 4.2.–8.2.    | Woo Hyeonggyu        | Chen Junsong Zeng Beixun          | Chen Yi          | Chen Yi Zhu Sibing       | Yuan Licen Fan Shuhan            | $ 30.000 | [ 31 ] |
| 2  |         | WTT Feeder Düsseldorf        | Düsseldorf        | 10.2.–14.2.  | Yuto Muramatsu       | Xu Yingbin Yuan Licen             | Chen Yi          | Choi Hyojoo Lee Daeun    | Huang Youzheng Chen Yi           | $ 30.000 | [ 32 ] |
| 3  |         | WTT Feeder Cappadocia        | Nevsehir          | 17.2.–21.2.  | Xu Yingbin           | Sun Wen Xu Haidong                | Yang Yiyun       | Zhu Sibing Yang Yiyun    | Xue Fei Han Feier                | $ 30.000 | [ 33 ] |
| 4  |         | WTT Feeder Otocec            | Otocec            | 25.3–29.3    | Cho Seung-min        | Jang Seongil Woo Hyeonggyu        | Saki Shibata     | Hitomi Sato Saki Shibata | Ivor Ban Hana Arapovic           | $ 30.000 | [ 34 ] |
| 5  |         | WTT Feeder Otocec II         | Otocec            | 30.3–3.4     | Simon Gauzy          | Cho Seung-min Kim Minhyeok        | Hitomi Sato      | Mateja Jeger Lea Rakovac | Ivor Ban Hana Arapovic           | $ 30.000 | ,      |
| 6  |         | WTT Feeder Havirov           | Havirov           | 5.4–9.4      | Flavien Coton        | Ľubomír Pištej Jakub Zelinka      | Hitomi Sato      | Hitomi Sato Saki Shibata | Ľubomír Pištej Tatiana Kukulkova | $ 30.000 | [ 37 ] |
|    |         | WTT Feeder Beirut            | Beyrouth          | 10.4.–13.4.  | Annulé               | Annulé                            | Annulé           | Annulé                   | Annulé                           | $ 30.000 | [ 38 ] |
|    |         | WTT Feeder Beirut II         | Beyrouth          | 14.4.–17.4.  | Annulé               | Annulé                            | Annulé           | Annulé                   | Annulé                           | $ 30.000 | [ 39 ] |
| 7  |         | WTT Feeder Manchester        | Manchester        | 24.4.–27.4.  | Liam Pitchford       | Paul Drinkhall Samuel Walker      | Anna Hursey      | Dina Meshref Zeng Jian   | Jo Yokotani Kotona Okada         | $ 30.000 | [ 40 ] |
| 8  |         | WTT Feeder Prishtina         | Prishtina         | 3.6–7.6      | Kazuhiro Yoshimura   | Ryuusei Kawakami Kazuki Yoshiyama | Hitomi Sato      | Hitomi Sato Sakura Yokoi | Gustavo Gomez Daniela Ortega     | $ 30.000 | [ 41 ] |
|    |         | WTT Feeder Helsingborg       | Helsingborg       | 11.6–15.6    | Annulé               | Annulé                            | Annulé           | Annulé                   | Annulé                           | $ 30.000 | [ 42 ] |
|    |         | WTT Feeder Caracas           | Caracas           | 25.6–29.6    | Annulé               | Annulé                            | Annulé           | Annulé                   | Annulé                           | $ 30.000 | [ 43 ] |
| 9  |         | WTT Feeder Spokane           | Spokane           | 5.8–8.8      | Leo De Nodrest       | Jules Rolland Irvin Bertrand      | Saki Shibata     | Asuka Sasao Anne Uesawa  | Satoshi Aida Hitomi Sato         | $ 30.000 | [ 44 ] |
| 10 |         | WTT Feeder Spokane II        | Spokane           | 9.8–12.8     | Park Gyuhyeon        | Park Gyuhyeon Woo Hyeonggyu       | Kaho Akae        | Hitomi Sato Saki Shibata | Kim Woojin Yang Ha Eun           | $ 30.000 | [ 45 ] |
| 11 |         | WTT Feeder Vientane          | Vientiane         | 11.8–15.8    |                      |                                   |                  |                          |                                  | $ 30.000 | [ 46 ] |
| 12 |         | WTT Feeder Panagyurishte     | Panagyurishte     | 20.8–24.8    |                      |                                   |                  |                          |                                  | $ 45.000 | [ 47 ] |
| 13 |         | WTT Feeder Olomouc           | Olomouc           | 26.8–31.8    |                      |                                   |                  |                          |                                  | $ 30.000 | [ 48 ] |
| 14 |         | WTT Feeder Istanbul          | Istanbul          | 11.9.–15.9.  |                      |                                   |                  |                          |                                  | $ 30.000 | [ 49 ] |
| 15 |         | WTT Feeder Cappadocia II     | Nevsehir          | 16.9.–20.9.  |                      |                                   |                  |                          |                                  | $ 30.000 | [ 50 ] |
| 16 |         | WTT Feeder Rimini            | Rimini            | 28.10–2.11   |                      |                                   |                  |                          |                                  | $ 30.000 | [ 51 ] |
| 17 |         | WTT Feeder Vila Nova de Gaia | Vila Nova de Gaia | 5.11–9.11    |                      |                                   |                  |                          |                                  | $ 30.000 | [ 52 ] |
| 18 |         | WTT Feeder Gdansk            | Gdansk            | 10.11–14.11  |                      |                                   |                  |                          |                                  | $ 30.000 | [ 53 ] |
| 19 |         | WTT Feeder Düsseldorf II     | Düsseldorf        | 24.11.–28.11 |                      |                                   |                  |                          |                                  | $ 30.000 | [ 54 ] |